# Alte Burg (Osterode)

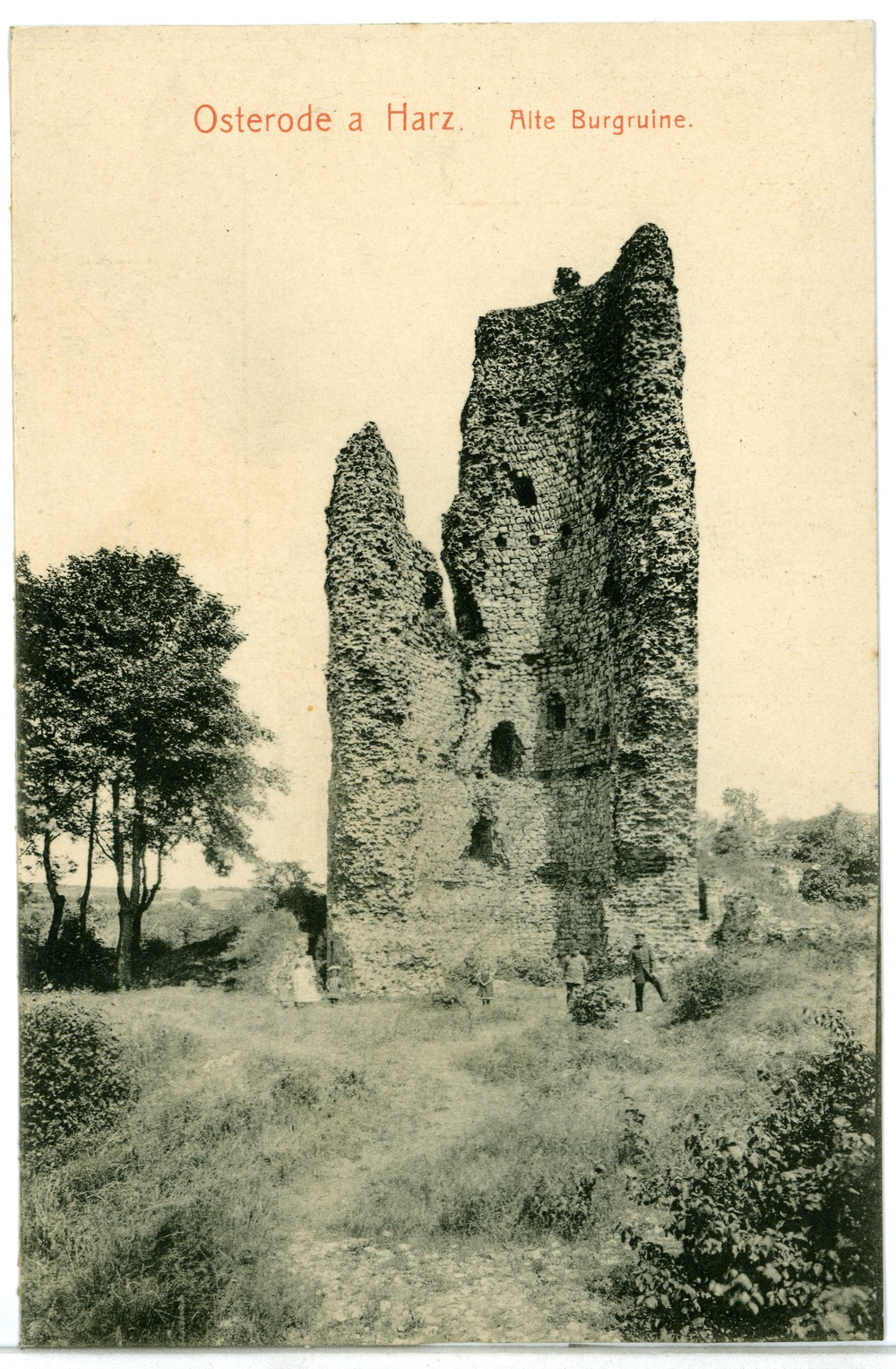
Alte Burg, 1907

Die Alte Burg ist die Ruine einer Spornburg in Osterode am Harz im niedersächsischen Landkreis Göttingen. Das denkmalgeschützte Wahrzeichen der Stadt besteht nur noch aus der Hälfte eines Bergfrieds.

## Geographische Lage
Der Burgrest befindet sich nordöstlich der Osteroder Altstadt auf der Südwestflanke des Butterbergs, einem zwischen der Söse im Süden und dessen Zufluss Lerbach im Nordwesten gelegenen Bergsporn der Südwestabdachung des Mittelgebirges Harz. Der Bergfriedrest steht auf etwa 250 bis 255 m ü. NHN. Heute befindet er sich innerhalb eines Friedhofs, über den der Zugang möglich ist. Im Lerbachtal verlief die Alte Harzstraße.

## Anlage
Von der Alten Burg auf einem Burgplatz von 40 m × 60 m Größe ist nur ein kleiner Rest des Bergfrieds erhalten geblieben, der zu den größten Deutschlands gehört. In seiner östlichen Hälfte ist er in der vollen Höhe von 34,50 m erhalten. Die Westhälfte des Turms war bereits 1654 abgetragen, vermutlich wurde sie wie auch der Rest der Burg als Steinbruch benutzt. Die Turmruine wurde in den Jahren 1995 bis 1997 aufwendig gesichert und saniert. Ursprünglich war der runde Bergfried 33 m hoch und hatte einen äußeren Durchmesser von 15 m. Seine Mauern waren bis zu 3,5 m stark, und er verfügte über sechs Stockwerke. Innerhalb der Mauer verläuft eine Wendeltreppe.
Der wurde auf dem Sporn durch einen heute verfüllten Halsgraben gesichert. Im Westen befindet sich die kleine Terrasse einer Vorburg. Die Ringmauer der Kernburg ist nur zu einem kleinen Teil im Osten über dem Halsgraben erhalten. An der Südwestecke des Burgplatzes bezeichnen Mauerbögen und Pfeiler vermutlich den Standort des Palas.

## Geschichte
Die Alte Burg in Osterode ist von den Grafen von Katlenburg wohl zu Beginn des 12. Jahrhunderts auf deren Eigengut erbaut worden. Nach dem Aussterben des Geschlechtes 1106 gelangte sie an Lothar von Süpplingenburg, wurde aber dann offenbar von Hermann II. von Winzenburg okkupiert. Nach dessen Ermordung 1152 wurde Heinrich dem Löwen dessen Erbe zugesprochen, sodass dieser nicht nur als Enkel Lothars nicht nur der rechtliche, sondern auch der tatsächliche Besitzer der Burg wurde. In diesem Zusammenhang wird die Burg erstmals ausdrücklich erwähnt, ein Osteroder Ministerialengeschlecht erschien aber schon 1143 in den Quellen.
Nach Heinrichs gelangte sein Sohn Otto IV. in ihren Besitz der Burg. 1291 gelangte sie an die Herzöge von Braunschweig-Grubenhagen. Im 13. Jh. bestand eine Münzwerkstätte auf der Burg. 1322 diente sie der Herzogin Agnes, der Gemahlin Herzogs Heinrich des Wunderlichen, als Witwensitz. Von dieser wurde bei den Ausgrabungen ein Siegel gefunden. Ab 1487 besaß sie dieselbe Rolle für die Herzogin Elisabeth, der Gemahlin Albrecht II. von Braunschweig-Grubenhagen. 1512 ist die Burg verlassen, 1551 wird sie in der Aufzählung der herzoglichen Burgen nicht mehr genannt.
Auf seiner Harzreise im September 1824 bestieg Heinrich Heine auch die Burgruine und beschreibt sie wie folgt:

„Ehe ich die Landstraße einschlug, bestieg ich die Trümmer der uralten Osteroder Burg. Sie bestehen nur noch aus der Hälfte eines großen, dickmaurigen, wie von Krebsschäden angefressenen Thurms.“

## Sagen
Es rankt sich eine Sage um die Zerstörung der Burg und wird in der Ostermorgenjungfrau-Sage beschrieben.